# Policy Planning Staff
Le Policy Planning Staff (en français Équipe des planifications politiques, parfois appelé également en anglais Policy Planning Council, Office of Policy Planning ou par son acronyme interne S/P ou PPS) est le principal outil de planification stratégique du département d’État des États-Unis.

## Origine
Le Policy Planning Staff est créé le 5 mai 1947 par le célèbre officier du service extérieur (en) George F. Kennan à la demande du secrétaire d’État George Marshall pour servir « de source indépendante d’analyse politique et de conseils pour le secrétaire d’État ». Son rôle est notamment d'adopter une perspective de plus long terme, stratégique, d'étudier les principales tendances mondiales et de formuler des propositions et des recommandations sur cette base. Il succède, dans une version profondément modifiée, au Secretary’s Staff Committee. Sa première mission est de concevoir le plan Marshall. Il s’agit de l’un de deux services étatiques spécialement dédiés à la planification avec le National Security Coucil à l’issue de la Seconde Guerre mondiale.

## Fonctionnement
Il est composé de fonctionnaires libérés de toute contingence immédiate et chargé exclusivement de planification à long terme.
Il connaît quatre réorganisation en 27 ans, qui se traduisent notamment par un changement de nom (Planning and Coordination Staff) entre 1969 et 1974. Elles symbolisent les difficultés de créer un organisme de planification efficace,.

## Prises de positions
Le PPS s’intéresse aux problèmes et à la prospective stratégiques. La question du communisme est prééminente durant les premières décennies d’existence du PPS. Concernant les relations avec l’URSS, dans l’immédiat après-guerre, le Policy Planning Staff met en avant deux idées : l’inutilité de toute discussion avec les dirigeants communistes et que les États-Unis n’ont pas d’autres choix que de s’opposer à l’expansion communiste. George F. Kennan y développe la théorie du containment. C'est le cas également en Asie, ce qui conduit à justifier l'intervention en Corée par la théorie des dominos.
Le devenir de l’Europe et l’OTAN dans le cadre de la guerre froide et la nécessité de maintenir une Europe liée aux desseins des États-Unis. La question de l’adhésion de la Grande-Bretagne à l’Union européenne est analysée en profondeur. Dans ce cadre, il est à l’origine de l’unité et de l’intégration européennes dès 1949.
Malgré le wilsonisme et les positions anticolonialistes américaines, le PPS dessine après la guerre une Eurafrique envisagée comme une entreprise d'exploitation des nations européennes, y compris l'Allemagne, sous direction française. 

## Dirigeants et membres célèbres
Le Policy Planning Staff est dirigé par le directeur de la planification des politiques. En 2021, Peter Berkowitz (en) qui avait été nommé en 2019 par le secrétaire d'État Mike Pompeo, est remplacé avec l'arrivée de l'administration Biden et d'Anthony Blinken comme secrétaire d'État, par Salman Ahmed, ancien diplomate au Secrétariat des Nations unies et dans l'administration Obama, et précédemment chercheur au sein du Carnegie Endowment for International Peace, un think tank américain.
Ce service compte des personnalités importantes parmi ses anciens directeurs influents - notamment le premier, George F.Kennan (1947-1949), mais aussi Paul Nitze, Robert R. Bowie (en), Walt Rostow (1961-1966), Henry D. Owen (en) (1966-1969), Anne-Marie Slaughter, Jake Sullivan, Dennis Ross, Gregory B.Craig (en), Paul Wolfowitz, James Steinberg, Richard Haass - comme parmi ses anciens membres, dont Zbigniew Brzezinski, Sandy Berger, Kori Schake (en) et Michael Armacost (en). Francis Fukuyama en a été directeur adjoint. Au moins 14 anciens membres du personnel de ce service ont été ambassadeurs. 

## Liens avec ses homologues
Le PPS entretien des liens avec différents organismes similaires à travers le monde, notamment parmi les alliés des États-Unis.
Il sert de modèle lors de la création en France du Centre d’analyse, de prévision et de stratégie (CAPS).

## Voir également
- Directeur de la planification des politiques